# Dustin Lance Black
Dustin Lance Black (Sacramento, 1974. június 10. –) amerikai forgatókönyvíró, filmrendező, film- és televíziós producer, LMBT aktivista. Övé lett az Amerikai Forgatókönyvírók Céhének díja, valamint egy Oscar-díj a 2008-as Milk című filmért.
Black alapító tagja az American Foundation for Equal Rights-nak, a 8 írója, egy színi előadásnak a szövetségi bíróságról.

## Élete és pályafutása
Black a kaliforniai Sacramentóban született, és egy mormon családban nőtt fel San Antonio-ban, Texasban, majd később költöztek Salinasba, Kaliforniába, mikor az anyja újraházasodott. A vér szerinti apja egy mormon misszionárius volt, aki megkeresztelte Black anyját.
A mormon kultúrával és katonai gondolkodás mellett felnőve, Black aggódott a szexualitása miatt. Mikor észrevette, hogy vonzódik a fiúhoz a szomszédban, azt mondta magának, hogy a pokolra fog jutni. A szexualitásáról való akut tudatosság, sötétté, félénkké és időnként szuicid gondolkodásúvá tette. Az egyetemen bújt elő végzősként.
Mikor a North Salinas High Schoolba járt, Black elkezdett színházban dolgozni, The Western Stage-en, Salinas-Monterey-ben, majd később produkciókban is dolgozott, mint a Bare a Hollywood's Main Stage Theaterben. 1996-ban diplomázott a Kaliforniai Egyetemen.

## Magánélete
Black volt a legfelső helyen The Advocate legbefolyásosabb nyíltan meleg személyek listáján. A magazin címlapján szerepelt. Black egyike volt az Official Grand Marshalls-nak a 2009-es New York Pride March-on.
2012. január 24-én, Black anyja meghalt rákban.
Black 2013 óta áll kapcsolatban az olimpiai műugró Tom Daley-vel. Együtt élnek Londonban. 2015 októberében jegyezték el egymást, majd 2017. május 6-án, a devoni Plymouth közelében fekvő Bovey-kastélyban egybekeltek. 2018. február 14-én Daley Instagram-fiókján keresztül jelentette be, hogy férjével első gyermeküket a béranyaság révén várják. Fiuk, Robert "Robbie" Ray Black-Daley 2018. június 27-én született.

## Filmjei
| Év        | Cím                        | Szerep | Megjegyzés     |
| --------- | -------------------------- | --- | -------------- |
| 2000      | Something Close to Heaven  | Rendező/Forgatókönyvíró | rövidfilm      |
| 2000      | The Journey of Jared Price | Rendező/Forgatókönyvíró |                |
| 2001      | On the Bus                 | Rendező/Producer/Vágó/Operatőr | dokumentumfilm |
| 2003      | Faking It                  | Rendező Producer (4 rész): - „Toolbelt to Toile” - „Polo to Wrangler” - „Six Pack to Chardonnay” - „Drag Racer to Drag Queen”                                                              |                |
| 2003      | My Life with Count Dracula | Rendező/Producer/Vágó | dokumentumfilm |
| 2003      | Kiss and Tell              | Vágó | rövidfilm      |
| 2003      | The Singing Forest         | Vágó/Színész (Bill) |                |
| 2004      | Faking It                  | Rendező (1 rész): - „Sheep Shearer to Hair Stylist |                |
| 2006-2009 | Big Love                   | Író (5 rész): - „The Baptism” - „Reunion” - „Kingdom Come” - „Oh, Pioneers” - „Empire” Co-producer (5 rész) - „Block Party” - „Empire” - „Prom Queen” - „On Trial” - „For Better or Worse” |                |
| 2008      | Pedro                      | Történet és forgatókönyv |                |
| 2008      | Milk                       | Forgatókönyv |                |
| 2010      | Virginia                   | Rendező/Forgatókönyvíró |                |
| 2011      | 8                          | Író |                |
| 2011      | J. Edgar – Az FBI embere   | Forgatókönyv |                |

## Díjai és Kitüntetései
| Év   | Díj                                             | Kategória                                              | Jelölve                    | Eredmény |
| ---- | ----------------------------------------------- | ------------------------------------------------------ | -------------------------- | -------- |
| 2003 | Szaturnusz-díj                                  | The President's Memorial Award                         | My Life with Count Dracula | Elnyerte |
| 2009 | Cinema of Peace-díj                             | Az év legdrágább filmje                                | Milk                       | Elnyerte |
| 2009 | Oscar-díj                                       | Legjobb eredeti forgatókönyv                           | Milk                       | Elnyerte |
| 2009 | Independent Spirit-díj                          | Legjobb első forgatókönyv                              | Milk                       | Elnyerte |
| 2009 | Amerikai Forgatókönyvírók Céhének díja          | Legjobb eredeti forgatókönyv                           | Milk                       | Elnyerte |
| 2009 | Amerikai Forgatókönyvírók Céhének díja          | Paul Selvin polgárjogi díj                             | Milk                       | Elnyerte |
| 2009 | Amerikai Forgatókönyvírók Céhének díja          | Legjobb forgatókönyv (tévéfilm - eredeti)              | Pedro                      | Jelölve  |
| 2009 | Boston Society of Film Critics                  | Legjobb forgatókönyv                                   | Milk                       | Elnyerte |
| 2009 | Dallas–Fort Worth Film Critics Association      | Legjobb forgatókönyv                                   | Milk                       | Elnyerte |
| 2009 | San Francisco Film Critics Circle               | Legjobb eredeti forgatókönyv                           | Milk                       | Elnyerte |
| 2009 | Hollywood Film Fesztivál                        | Év forgatókönyvírója                                   | Milk                       | Elnyerte |
| 2009 | PEN Center USA Literary-díj                     | Forgatókönyv                                           | Milk                       | Elnyerte |
| 2009 | BAFTA-díj                                       | Legjobb eredeti forgatókönyv                           | Milk                       | Jelölve  |
| 2009 | Broadcast Film Critics Association-díj          | Legjobb író                                            | Milk                       | Jelölve  |
| 2009 | Chicago Film Critics Association                | Legjobb eredeti forgatókönyv                           | Milk                       | Jelölve  |
| 2009 | Online Filmkritikusok Szövetsége-díj            | Legjobb eredeti forgatókönyv                           | Milk                       | Jelölve  |
| 2009 | Satellite Award                                 | Legjobb eredeti forgatókönyv                           | Milk                       | Jelölve  |
| 2009 | Humanitas Prize                                 | Játékfilm                                              | Milk                       | Jelölve  |
| 2009 | Humanitas Prize                                 | 90 perces                                              | Pedro                      | Jelölve  |
| 2009 | GLAAD Media Awards                              | Különleges Elismerés Díja                              | Dustin Lance Black         | Elnyerte |
| 2009 | UCLA Alumnus Award                              | Az LMBT Közösség számára nyújtott kiváló szolgáletáért | Dustin Lance Black         | Elnyerte |
| 2011 | Bonham Centre Award                             | -                                                      | Dustin Lance Black         | Elnyerte |
| 2012 | Human Rights Campaign, Visibility-díj           | -                                                      | Dustin Lance Black         | Elnyerte |
| 2013 | The Barry Goldwater Human Rights Individual-díj | -                                                      | Dustin Lance Black         | Elnyerte |

## Fordítás
- Ez a szócikk részben vagy egészben  a   Dustin Lance Black című angol Wikipédia-szócikk ezen változatának fordításán alapul.  Az eredeti cikk szerkesztőit annak laptörténete sorolja fel. Ez a jelzés csupán a megfogalmazás eredetét és a szerzői jogokat jelzi, nem szolgál a cikkben szereplő információk forrásmegjelöléseként.